# Gmina Grabowo
Die Gmina Grabowo (litauisch Grabovo valsčius) ist eine Landgemeinde im Powiat Kolneński der Woiwodschaft Podlachien in Polen. Ihr Sitz ist das gleichnamige Dorf.

## Gliederung
Zur Landgemeinde Grabowo gehören 34 Ortschaften mit einem Schulzenamt:
Andrychy
Bagińskie
Chełchy
Ciemianka
Gałązki
Gnatowo
Golanki
Grabowo
Grabowskie
Grądy-Michały
Grądy-Możdżenie
Guty Podleśne
Kamińskie
Konopki-Białystok
Konopki-Monety
Kownacin
Kurkowo
Łebki Duże
Łebki Małe
Łubiane
Marki
Milewo-Gałązki
Pasichy
Przyborowo
Rosochate
Siwki
Skroda Wielka
Stare Guty
Stawiane
Surały
Świdry-Dobrzyce
Świdry Podleśne
Wiszowat
Wojsławy
Żebrki
Weitere Orte der Gemeinde sind Borzymy, Dąbrowa und Jadłówek.